# Farid al-Atrash
Farid al-Atrash (en árabe: فريد الأطرش) (Al-Qurayya, Siria, 19 de octubre de 1910-Beirut, Líbano, 26 de diciembre de 1974) (en árabe, فريد الأطرش), también conocido, según la forma francesa, como Farid al Atrache, fue un compositor, cantante, actor y ejecutante de laúd sirio-egipcio, siendo uno de los nombres más importantes de la música árabe del siglo XX. Se lo considera uno de los cuatro grandes de la música árabe, junto con Mohammad Abdel Wahab, Abdel Halim Hafez y Umm Kalzum.
Al-Atrash se embarcó en una carrera de gran éxito que duró más de cuatro décadas, grabando 500 canciones y protagonizando 31 películas. También es ampliamente reconocido por su virtuosismo con el laúd árabe , y en ocasiones se le ha dado el epíteto de "Rey del laúd" ("Malek al-Oud").

## Biografía
Farid al-Atrash nació en 1910, en Al-Qurayya, en el sur de Siria. Hijo de Fahad al-Atrash (sirio) y de la princesa Alia (libanesa), y nació en el seno de una familia perteneciente a la realeza drusa, la que luchó contra los ejércitos coloniales franceses. A mediados de 1920, la princesa Alia y sus tres hijos, Fouad, Farid y Amal, se trasladaron a Egipto como refugiados, escapando de la ocupación francesa. Sin tener documentación personal alguna, solicitaron la nacionalidad egipcia, la que les fue otorgada por el gobierno, y fueron trasladados a uno de los distritos más poblados de El Cairo, donde vivieron los primeros años todos juntos en un solo cuarto, después de haber experimentado una vida de lujosos palacios. La madre de Farid, Alia, quien cantaba y ejecutaba el oud en fiestas privadas y casamientos para llevar comida a su familia, fue quien inspiró, estimuló y despertó el interés musical a temprana edad de sus dos hijos menores, Farid y Amal. Esta última se convertiría luego en la famosa cantante y actriz Asmahan.
Desde niño y en su adolescencia, Farid solía cantar en los actos especiales de su escuela. Luego, ingresó al conservatorio de música como aprendiz del renombrado compositor Riyad Sunbaty. En los años 30, Farid comenzó su carrera profesional cantando para las estaciones de radio egipcias. Con el tiempo, lo contrataron como músico de oud para la estación de radio nacional, y más adelante como cantante. En 1941, protagonizó su primera película, para la cual compuso toda la música.

### Trayectoria musical
Farid llevó una carrera musical exitosa de 40 años. Su talento era musicalmente diverso, pues él era compositor, cantante y un instrumentista de oud altamente admirado. Su estilo al componer y al cantar no se puede definir fácilmente, su música y la voz podía variar notablemente de canción a canción. Aunque algo de su música tenía influencia occidental, Farid siempre mantuvo los principios básicos de la música árabe. La mayoría de sus composiciones eran canciones románticas, pero también compuso varias canciones patrióticas, música para danza del vientre y canciones religiosas.
Algunas de las canciones más famosas fueron: “Rabeeh”, “Awal Hamsa”, “Hekayat Gharami”, “Albi Wa Moftaho”, “Gamil Gamal”, “Wayak”, “Ya Zahratan Fi Khayali”, “Busat Rih Ir”, “Ya Gamil Ya Gamil”, “Ya Habaybi Ya Ghaybeen” y “Eish Anta”.
Uno de los rasgos más característicos y distinguibles de Farid era su voz. Al principio de su carrera, su voz era alta y suave, y luego desarrolló un tono más bajo y profundo, y resulta difícil creer que el cantante de “Ya Reitni Tir” (de los años 30) y de “Adnaytani Bil Hajr” (de los años 60) hayan sido la misma persona. Su estilo al cantar era profundamente apasionado, y, dependiendo del clima de la canción, el sonido de su voz variaba notablemente.
A lo largo de su carrera de cantante, fue admirado por su gama vocal y su capacidad. En muchas de sus canciones y en casi todos sus conciertos, Farid solía cantar una improvisación o mawal. Estas improvisaciones duraban a veces hasta 15 minutos. El momento del mawal era el favorito del público, pues su creatividad musical y su capacidad vocal se mostraban en su máxima expresión.

### Trayectoria fílmica
Farid protagonizó 31 películas musicales egipcias de 1941 a 1974. Su última película, Nagham Fi Hayati, se estrenó después de su muerte. Todas sus películas, excepto las dos últimas, fueron en blanco y negro. Su carrera se extendió desde comedias hasta los dramas o una combinación de ambas. Farid compuso todas las canciones de sus películas, incluso las canciones cantadas por otros cantantes y los temas instrumentales (generalmente para las rutinas de danza del vientre). Sus películas incluían de cinco a 10 temas musicales. Algunas de las películas más famosas de Farid fueron: Intisar al-Shabab, Ahd EL-Hawa, Yom Bila Ghad y Lahn al-Kholoud.

## Vida personal
Por su rápido éxito y popularidad en plena juventud, Farid llevaba una vida despreocupada de clubes nocturnos y amoríos ligeros. Habiendo contraído numerosas deudas, su madre, que desaprobaba su conducta, decidió desheredarlo y dejarlo a su propia suerte. Un difícil período se abrió ante él, agravado por la muerte de su hermana, la cantante Asmahan, víctima de un accidente automovilístico hasta hoy dudoso; se rumoreó que fue un planeado asesinato debido a que ella mantenía contactos con el espionaje británico.
Farid finalmente logra la estabilidad sentimental con la bailarina Samia Gamal, quien lo motivó a arriesgar todo su capital para producir y protagonizar en 1947 una película en la que ambos actuarían como pareja protagonista. La cinta se convirtió en un éxito rotundo. Tras otras cinco películas con la Gamal, la relación terminó y al poco tiempo ella se casó con un estadounidense que la llevó a vivir a EE. UU. Esto causó a Farid honda tristeza que no superaría. No obstante, Farid continuaría con gran éxito su carrera cinematográfica, pero dándose papeles románticos de cantante triste y solitario, en ocasiones llamado “Wahid,” que significa "solitario".
Antes y después del golpe de Estado que en 1952 destituye a Farouk I de Egipto, Farid mantuvo cordial relación de amistad con la reina Nariman Sadek. Tras verse forzado al exilio, Faruk repudió a Nariman, quien retorna a Egipto y comienza una relación amorosa con Farid. La familia de Nariman no aceptó la relación, que ella interrumpió. La separación indujo al actor una larga depresión, que se manifestó en una progresiva quiebra de su salud. Llegado a la vejez consideró  una propuesta de casamiento de la cantante egipcia Shadia, pero no quiso dar el paso por miedo a dejar una viuda en edad todavía joven.

## Muerte
Farid sufrió de problemas cardiacos durante sus últimos 30 años, esto lo hizo físicamente más delgado y su voz al cantar llegó a ser más débil a medida que su enfermedad se intensificaba. Aunque él luchaba con su salud, continuó haciendo películas y realizando conciertos hasta su muerte. El 26 de diciembre de 1974 Farid al-Atrash muere en Beirut en el hospital de Al Hayek y es sepultado en El Cairo, Egipto a junto con su hermana y hermano.

## Legado
Compuso canciones para los mejores cantantes árabes, sobre todo para su propia hermana, Asmahan , así como para Wadih El-Safi , Shadia, Warda y Sabah. Es considerado uno de los cuatro "grandes" de la música egipcia y árabe, junto con Abdel Halim Hafez, Mohammed Abdel Wahab y Oum Kalthoum. El notable guitarrista instrumental egipcio Omar Khorshid versionó las canciones de Farid al-Atrash en un álbum tributo.
Sus piezas musicales fueron producidas por el sello Voice of Lebanon, fundado por Robert Khayatt. El catálogo completo fue adquirido por Mazzika Group a principios de la década de 2000.
Una de sus canciones pudo haber sido escuchada en la radio en el videojuego de 2005 Grand Theft Auto: Liberty City Stories.
El 19 de octubre de 2020, Google celebró su 110º aniversario con un Google Doodle.

## Filmografía
1. Nagham Fi Hayati (1975)
2. Zaman Ya Hob (1973)
3. Hob al kabir, -Al (1969)
4. Khouroug min el guana, El (1967)
5. Hikayet el omr kulluh (1965)
6. Ressalah min emraa maghoula (1963)
7. Yomun bala ghaden (1962)
8. Shatie el hub (1961)
9. Min agl hubbi (1960)
10. Maleesh Gheirak (1958)
11. Inta habibi (1957)
12. Wadda'tu hubbak (1957)
13. Izhay ansak (1956)
14. Oussit Hobi (1955)
15. Ahdil Hawa (1955)
16. Risalat Gharam (1954)
17. Lahn hubi (1954)
18. Ayza atgawwez (1952)
19. Lahn al khouloud (1952)
20. Ma takulshi la hada (1952)
21. Taa la salim (1951)
22. Akher kedba (1950)
23. Afrita hanem (1949)
24. Ahebbak inta (1949)
25. Habib al omr (1947)
26. Bolbol effendi (1946)
27. Gamal wa Dalal (1946)
28. Ma akdarshi (1946)
29. Shahr el asal (1946)
30. Ahlam el chabab (1943)
31. Intisar al-chabab (1941)